# Dumka
Dumka (hindi : दुमका) est une ville de l'État du Jharkhand en Inde dont elle est la vice-capitale depuis 2000.
Elle est le chef-lieu du district de Dumka.